# Caicedo
Caicedo este un municipiu în Columbia, în departamentul Antioquia.